# جوليا مارتي
جوليا مارتي هي لاعبة هوكي الجليد سويسرية، ولدت في 16 أبريل 1988 في Rothenthurm ‏ في سويسرا.

## وصلات خارجية
- جوليا مارتي على موقع EliteProspects.com (الإنجليزية)
- جوليا مارتي على موقع Eurohockey.com (الإنجليزية)
- جوليا مارتي على موقع اللجنة الأولمبية الدولية (الإنجليزية)
- جوليا مارتي على موقع أوليمبيديا (الإنجليزية)